# Лядський Тимофій Сергійович
Тимофій Сергійович Лядський (нар. 28 лютого 1913 — пом. 19 березня 1995) — радянський військовий льотчик часів Другої світової війни, командир ескадрильї 90-го гвардійського штурмового авіаційного полку 4-ї гвардійської штурмової авіаційної дивізії (5-й штурмовий авіаційний корпус 2-а повітряна армія), гвардії капітан. Герой Радянського Союзу (1945).

## Біографія
Народився 28 лютого 1913 року в селищі Кефаліне Братолюбівської волості Олександрійського повіту Херсонської губернії Російської імперії (нині — місто Долинська, районний центр Кіровоградської області) в родині робітника. Росіянин. До 1925 року навчався у місцевій семирічній школі, згодом — на станції Чистякове. У 1929 році закінчив школу ФЗН при залізничному депо станції Таганрог, працював помічником машиніста. 1933 року вступає до Ленінградського інженерно-економічного інституту, закінчив 2 курси.
У серпні 1935 року за спецнабором ЦК ВЛКСМ вступає до Енгельсської військової авіаційної школи льотчиків (Саратовська область). Після закінчення школи у 1939 році залишений льотчиком-інструктором.
Учасник німецько-радянської війни з серпня 1942 року. Воював на Калінінському, Воронезькому, 1-у та 2-у Українських фронтах. Розпочав бойовий шлях пілотом штурмовика Іл-2 687-го штурмового авіаційного полку. З серпня 1943 року — заступник командира ескадрильї, згодом — командир ескадрильї 90-го гвардійського штурмового авіаційного полку. Член ВКП(б) з 1943 року.
До кінця серпня 1944 року здійснив 115 вдалих бойових вильотів, з них 35 — на чолі групи штурмовиків.
Після війни продовжував військову службу в частинах ВПС СРСР. У 1950 році закінчив курси нічної підготовки. З 1959 року підполковник Т. С. Лядський — у запасі. Мешкав у Вітебську (Білорусь), працював диспетчером служби руху Вітебського аеропорту. Помер 19 березня 1995 року.

## Нагороди
Указом Президії Верховної Ради СРСР від 23 лютого 1945 року за зразкове виконання бойових завдань командування на фронті боротьби з німецькими загарбниками та виявлені при цьому відвагу і героїзм, капітанові Лядському Тимофію Сергійовичу присвоєне звання Героя Радянського Союзу з врученням ордена Леніна і медалі «Золота Зірка» (№ 2286).
Також був нагороджений чотирма орденами Червоного Прапора (26.08.1942, 17.01.1945, 20.02.1945, …), орденами Олександра Невського (23.02.1944), Вітчизняної війни 1-го (11.03.1985) та 2-го (16.12.1943) ступенів, трьома орденами Червоної Зірки (15.08.1943, …) і медалями.